# Петко Шипинкаровски
Петко Шипинкаровски (на македонска литературна норма: Петко Шипинкаровски) е северномакедонски поет и журналист.

## Биография
Роден е през 1946 година в битолското село Будимирци, тогава във Федерална Югославия, днес в Северна Македония. Завършва Факултета за сигурност и обществена самозащита в Скопие. Автор е на много книги с проза и поезия, есета. Живее в Струга, където е главен и отговорен редактор на списанието за литература, култура и наука „Бранувания“. Член е на Дружеството на писателите на Македония, на Сдружението на новинарите на Македония и на Македонското научно дружество - Битоля от 2010 година.